# Festucula botswana
Espèce
Festucula botswana est une espèce d'araignées aranéomorphes de la famille des Salticidae.

## Distribution
Cette espèce est endémique du Botswana. Elle se rencontre dans le delta de l'Okavango.

## Description
La femelle holotype mesure 6,40 mm.

## Systématique et taxinomie
Cette espèce a été décrite par Azarkina et Foord en 2023.

## Étymologie
Son nom d'espèce lui a été donné en référence au lieu de sa découverte, le Botswana.

## Publication originale
- Azarkina & Foord, 2023 : « Further notes on the Afrotropical genus Festucula Simon, 1901 (Araneae, Salticidae). » ZooKeys, vol. 1185, p. 285-308 (texte intégral).